# Pilea robusta
Pilea robusta är en nässelväxtart som beskrevs av Frederik Michael Liebmann. Pilea robusta ingår i släktet pileor, och familjen nässelväxter. Inga underarter finns listade i Catalogue of Life.